# Општина Гринциеш (Њамц)
Гринциеш (рум. Grinţieş) општина је у Румунији у округу Њамц.
Oпштина се налази на надморској висини од 572 m.